# 아리와라노 유키히라

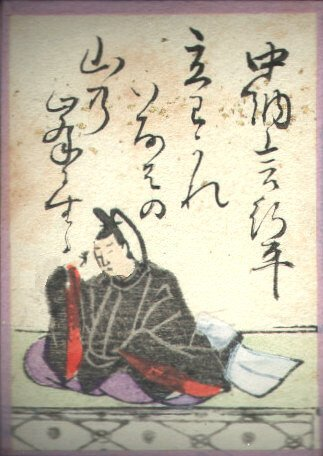

아리와라노 유키히라(일본어: 在原行平, 818년 ~ 893년)는 일본 헤이안 시대의 귀족, 시인이다.
헤이제이 천황의 손자로 아보 친왕의 아들이며 아리와라노 나리히라의 형이 된다. 그의 집안은 황족 출신으로 신적강하되었으며, 조정이나 지방의 관직을 역임하는 한편 많은 시집을 남겼다. 노 작품 중 하나인 《마쓰카제》는 스마 해변에 은거하고 있을 당시의 유키히라를 현지의 두 자매가 사모하게 되지만 사랑이 이루어지지 못한다는 이야기를 담고 있다. 유키히라의 딸은 세이와 천황의 후궁이 되어 사다카즈 친왕을 낳았다.

## 와카
```
이제 떠나리. 이나바의 산봉우리. 소나무처럼 기다린다 하시면 바로 돌아오리다.
立ちわかれ いなばの山の 峰に生ふる まつとし聞かば いまかへりこむ
```